# Just Dance 2023 Edition
Just Dance 2023 Edition là trò chơi nhịp điệu được phát triển và phát hành bởi Ubisoft. Trò chơi được công bố vào ngày 10 tháng 9 năm 2022 trong sự kiện trực tuyến Ubisoft Forward. Đây là phần thứ 14 và là phiên bản chính cuối cùng của dòng game được phát hành, tất cả nội dung trong tương lai đều sẽ được thêm vào thông qua các bản cập nhật online.
Trò chơi được phát hành vào ngày 22 tháng 11 năm 2022 cho Nintendo Switch, PlayStation 5 và Xbox Series X/S. Một phiên bản cho hệ máy Stadia từng được lên kế hoạch nhưng đã bị hủy bỏ do Google  thông báo Stadia sẽ dừng hoạt động vào tháng 1 năm 2023.
Đây là phiên bản thứ ba của Just Dance không được giới thiệu tại sự kiện E3, đồng thời cũng là phiên bản đầu tiên không được phát hành trên Xbox One và PlayStation 4 sau 8 năm.

## Lối chơi
Như các phiên bản trước, người chơi phải bắt chước động tác của vũ công trên màn hình và tính điểm nhờ sử dụng thiết bị cảm biến chuyển động như Joy-Con của Nintendo Switch hoặc ứng dụng Just Dance 2023 Controller dành cho điện thoại thông minh.
Giao diện của trò chơi được thiết kế lại sau bốn năm cùng một kiểu nền trắng từ Just Dance 2019. Phiên bản cũng giới thiệu nhiều tính năng mới như tạo phòng và chơi trực tuyến tối đa 6 người hỗ trợ chơi chéo giữa các hệ máy. (Yêu cầu có đăng ký các dịch vụ chơi trực tuyến đi kèm). Hệ thống Dancer Card và Scoring Feedback được tân trang với phong cách và diện mạo mới dựa theo toàn bộ nhân vật trong trò chơi. Phiên bản cũng bổ sung tính năng "Cross Progression" - giúp người chơi đồng bộ dữ liệu Just Dance lên tài khoản Ubisoft của mình và sử dụng trên mọi nền tảng như Switch, PS5 và Xbox Series X/S. 
Phiên bản của Nintendo Switch có tùy chọn chơi trực tiếp bài hát theo dạng streaming từ máy chủ hoặc tải xuống để chơi ngoại tuyến (Chỉ áp dụng cho 44 bài hát có trong tracklist chính).

## Cốt truyện
Just Dance 2023 Edition đồng thời giới thiệu một Playlist chủ đạo của phiên bản mang tên "Enter the Danceverses". 
Câu chuyện tập trung vào Sara, người được Wanderlust đưa đến Vũ trụ Just Dance thông qua một quả cầu Disco bị anh vô tình đánh rơi vào thế giới thực. Sara theo chân Wanderlust trong nhiệm vụ giải cứu Danceverse khỏi Night Swan, xuyên suốt hành trình đó họ đã gặp gỡ và chiêu mộ Brezziana, Mihaly và Jack Rose, mỗi nhân vật một hoàn cảnh, một tính cách và cá tính riêng, cùng nhau họ đã tạo nên nhóm "Just Dancers".
Những bài hát xuất hiện trong cốt truyện "Enter the Danceverses":

### Can't Stop The Feeling -Justin Timberlake:
Mở đầu câu chuyện với cảnh Sara đang tiệc tùng với bạn bè thì bỗng nhiên chàng trai trong màn hình TV đánh rơi quả cầu disco ra ngoài thế giới thực. Sara nhặt quả cầu lên và ngước nhìn, đó chính là Wanderlust - Hoàng tử Just Dance. Sara nắm tay và cùng anh chàng lạc vào thế giới đầy màu sắc. Tại đây họ cùng nhau nhảy theo bản hit "Can't Stop The Feeling" và làm quen với những người bạn mới trong vũ trụ Just Dance. Cuộc vui chưa được bao lâu thì một bóng đen hiện lên từ phía chân trời với hình ảnh một người phụ nữ đầy bí ẩn ...

### Witch - Apashe Ft. Alina Pash:
Cuộc vui chưa được bao lâu thì 4 người bạn của Sara và Wanderlust bị người phụ nữ bí ẩn bắt đi. Tại sào huyệt, thân thế của bà ta được hé lộ, đó chính là Night Swan, người phụ nữ quyền lực với đội quân hùng hậu và sức mạnh bóng tối. Tại đây bà thu phục những Just Dancer và biến họ trở thành những tay sai của riêng mình.

### Physical -Dua Lipa:
Sara và Wanderlust đến một trung tâm thương mại lớn và bắt gặp Brezziana đang khuấy động bầu không khí nơi đây bằng một vũ điệu flashmob trên nền nhạc "Physical" đầy năng lượng. Nhận ra hai người bạn của mình cần sự giúp đỡ, Brezziana nhanh chóng nhận lời và cùng họ tiếp tục cuộc phiêu lưu.

### Rather Be-Clean BanditFt.Jess Glynne:
Mihaly một mình bước trên con phố đông người qua lại, đeo chiếc tai nghe và bật ca khúc "Rather Be", Mih như được đắm chìm vào thế giới của chính mình với bao điều kỳ diệu và quên đi thực tại ồn ào khắc nghiệt. Sau khi gặp được Pháp sư Gấu trúc, Mihaly nhìn thấy cánh cửa không gian mở ra, đó chính là bộ ba Wanderlust, Sara và Brezziana đang trên đường tìm kiếm sự giúp đỡ để giải cứu những Just Dancers khác khỏi mụ phù thủy Night Swan,  Mihaly vẫy chào và nhanh chóng gia nhập cùng họ.

### Locked Out Of Heaven-Bruno Mars:
Bộ tứ Wanderlust, Sara, Brezziana và Mihaly đi theo cánh cổng không gian và tới căn phòng của Jack Rose - Con trai của Night Swan. Jack là một chàng nghệ sĩ tài ba với đam mê nghệ thuật từ nhỏ nhưng anh sớm nhận ra rằng niềm đam mê đó lại không làm hài lòng chính người mẹ của mình. Chuyện gì sẽ xảy ra tiếp theo khi Jack Rose chạm mặt bốn người bạn này?

### Majesty - Apashe Ft. Wasiu:
Wanderlust và Jack Rose đối đầu nhau dưới sự chứng kiến của những người bạn. Tuy nhiên Jack đã nhanh chóng lấy được lợi thế và biến Wanderlust trở thành một phiên bản hắc ám. Chỉ còn Sara, Brezziana và Mihaly, nhờ sức mạnh và tinh thần đồng đội, họ không những giải cứu được Wanderlust và những Just Dancers khác trở về hình dạng nguyên bản mà còn đánh bại Night Swan, khiến bà ta bị kiệt quệ và phải sử dụng cánh cửa không gian để trở về sào huyệt.

### If You Wanna Party - The Just Dancers:
Năm người Wanderlust, Sara, Brezziana, Mihaly và Jack Rose cùng hàng trăm Just Dancers khác cùng nhau nhảy theo bài hát chủ đạo của phiên bản Just Dance 2023 Edition, xuyên suốt ca khúc là phần lời cũng như vũ đạo được thiết kế riêng cho từng nhân vật. Kết thúc bài hát là cảnh Sara trở về thế giới thực và mọi người gửi lời chào tạm biệt cô thông qua một màn hình.

## Danh sách bài hát
Những bài hát có trong trong Just Dance 2023 Edition:
| Bài hát                                      | Nghệ sĩ                                                           | Năm  |
| -------------------------------------------- | ----------------------------------------------------------------- | ---- |
| "Anything I Do"                              | CLiQ, Ms Banks và Alika                                           | 2018 |
| "As It Was"                                  | Harry Styles                                                      | 2022 |
| "Boy With Luv"                               | BTS và Halsey                                                     | 2019 |
| "Bring Me to Life"                           | Evanescence                                                       | 2003 |
| "Can't Stop the Feeling!"                    | Justin Timberlake                                                 | 2016 |
| "Dangerǃ High Voltage"                       | Electric Six                                                      | 2002 |
| "Disco Inferno"                              | The Trammps                                                       | 1976 |
| "Drivers License"                            | Olivia Rodrigo                                                    | 2021 |
| "Dynamite"                                   | BTS                                                               | 2020 |
| "Good Ones"                                  | Charli XCX                                                        | 2021 |
| "Heat Waves"                                 | Glass Animals                                                     | 2020 |
| "I Knew You Were Trouble (Taylor's Version)" | Taylor Swift                                                      | 2021 |
| "If You Wanna Party"                         | The Just Dancers                                                  | 2022 |
| "Locked Out of Heaven"                       | Bruno Mars                                                        | 2012 |
| "Love Me Land"                               | Zara Larsson                                                      | 2020 |
| "Magic"                                      | Kylie Minogue                                                     | 2020 |
| "Majesty"                                    | Apashe và Wasiu                                                   | 2018 |
| "Million Dollar Baby"                        | Ava Max                                                           | 2022 |
| "More"                                       | K/DA, Madison Beer, (G)I-dle, Lexie Liu, Jaira Burns và Seraphine | 2020 |
| "Numb"                                       | Linkin Park                                                       | 2003 |
| "Physical"                                   | Dua Lipa                                                          | 2020 |
| "Playground"                                 | Bea Miller                                                        | 2021 |
| "Psycho"                                     | Red Velvet                                                        | 2019 |
| "Radioactive"                                | Imagine Dragons                                                   | 2012 |
| "Rather Be"                                  | Clean Bandit và Jess Glynne                                       | 2014 |
| "Sissy That Walk"                            | RuPaul                                                            | 2014 |
| "Stay"                                       | The Kid Laroi và Justin Bieber                                    | 2021 |
| "Sweet but Psycho"                           | Ava Max                                                           | 2018 |
| "Telephone"                                  | Lady Gaga và Beyoncé                                              | 2010 |
| "Therefore I Am"                             | Billie Eilish                                                     | 2020 |
| "Top Of The World"                           | Shawn Mendes                                                      | 2022 |
| "Toxic"                                      | Britney Spears                                                    | 2003 |
| "Walking on Sunshine"                        | Top Culture                                                       | 1985 |
| "Wannabe"                                    | Itzy                                                              | 2020 |
| "Watch Out for This (Bumaye)"                | Major Lazer, Busy Signal, The Flexican và FS Green                | 2013 |
| "We Don’t Talk About Bruno"                  | Dàn diễn viên từ Encanto                                          | 2021 |
| "Witch"                                      | Apashe và Alina Pash                                              | 2021 |
| "Woman"                                      | Doja Cat                                                          | 2021 |
| "Wouldn't It Be Nice"                        | The Sunlight Shakers                                              | 1966 |
| "Zooby Doo"                                  | Tigermonkey                                                       | 2015 |

### Just Dance+
Just Dance+ là một dịch vụ đăng ký mới thay thế Just Dance Unlimited được ra mắt cho Just Dance 2023. Tương tự như Unlimited từ sáu phần trước, nó cung cấp quyền truy cập vào thư viện phát trực tuyến (150 bài hát khi ra mắt) các bài hát cũ từ các trò chơi Just Dance trước đó cùng với các bài độc quyền mới. Các bài hát cũ và độc quyền mới sẽ từ từ được thêm vào dịch vụ thông qua các bản cập nhật.

#### Bài hát cũ
Các bài hát từ các phần Just Dance trước đó và được giới thiệu trước đây trên Unlimited được chuyển sang + năm thứ 1 (ngoài 150 bài hát đã có sẵn khi ra mắt) bao gồm:
| Bài hát                                           | Nghệ sĩ                                                              | Năm  | Ngày ra mắt trên 2023 Edition                | Phiên bản gốc   |
| ------------------------------------------------- | -------------------------------------------------------------------- | ---- | -------------------------------------------- | --------------- |
| "Bangarang"                                       | Skrillex và Sirah                                                    | 2012 | 29/11/2022                                   | Just Dance 2020 |
| "Hot Stuff"                                       | Donna Summer                                                         | 1979 | 29/11/2022                                   | Just Dance 2    |
| "Istanbul (Not Constantinople)"                   | They Might Be Giants                                                 | 1990 | 29/11/2022                                   | Just Dance 4    |
| "No Tears Left to Cry"                            | Ariana Grande                                                        | 2018 | 29/11/2022                                   | Just Dance 2019 |
| "God Is a Woman"                                  | Ariana Grande                                                        | 2018 | 8/12/2022                                    | Just Dance 2020 |
| "The Master Blaster"                              | Inspector Macreau                                                    | 1969 | 8/12/2022                                    | Just Dance 3    |
| "Born to be Wild"                                 | Steppenwolf                                                          | 1968 | 8/12/2022                                    | Just Dance 2    |
| "E.T."                                            | Katy Perry                                                           | 2011 | 16/12/2022                                   | Just Dance 3    |
| "Hot n Cold (Chick Version)"                      | Katy Perry                                                           | 2008 | 16/12/2022                                   | Just Dance      |
| "Juice"                                           | Lizzo                                                                | 2019 | 16/12/2022                                   | Just Dance 2021 |
| "Rare"                                            | Selena Gomez                                                         | 2020 | 16/12/2022 (Bản chính) 27/1/2023 (Bản khác)  | Just Dance 2021 |
| "Beep Beep I'm a Sheep"                           | LilDeuceDeuce, BlackGryph0n và TomSka                                | 2017 | 21/12/2022                                   | Just Dance 2018 |
| "Boys"                                            | Lizzo                                                                | 2018 | 21/12/2022                                   | Just Dance 2019 |
| "Cola Song"                                       | Inna và J Balvin                                                     | 2014 | 21/12/2022 (Bản chính) 19/1/2023 (Bản khác)  | Just Dance 2017 |
| "Crucified"                                       | Army of Lovers                                                       | 1991 | 21/12/2022                                   | Just Dance 4    |
| "Dark Horse"                                      | Katy Perry                                                           | 2013 | 21/12/2022                                   | Just Dance 2015 |
| "Dance Monkey"                                    | Tones and I                                                          | 2019 | 21/12/2022                                   | Just Dance 2021 |
| "I Will Survive"                                  | Gloria Gaynor                                                        | 1978 | 21/12/2022                                   | Just Dance 2014 |
| "Lacrimosa"                                       | Apashe                                                               | 2018 | 21/12/2022                                   | Just Dance 2021 |
| "Me Too"                                          | Meghan Trainor                                                       | 2016 | 21/12/2022                                   | Just Dance 2017 |
| "Mood"                                            | 24kGoldn và Iann Dior                                                | 2020 | 21/11/2022 (Bản khác) 21/12/2022 (Bản chính) | Just Dance 2022 |
| "She's Got Me Dancing"                            | Tommy Sparks                                                         | 2009 | December 21, 2022                            | Just Dance 3    |
| "Tel Aviv"                                        | Omer Adam và Arisa                                                   | 2013 | 21/11/2022                                   | Just Dance 2020 |
| "All About That Bass"                             | Meghan Trainor                                                       | 2014 | 12/1/2023                                    | Just Dance 2016 |
| "Dame Tu Cosita"                                  | El Chombo và Cutty Ranks                                             | 2018 | 12/1/2023                                    | Just Dance 2018 |
| "Mamasita"                                        | Latino Sunset                                                        | 2001 | 12/1/2023                                    | Just Dance 3    |
| "Stop Movin"                                      | Royal Republic                                                       | 2019 | 12/1/2023                                    | Just Dance 2020 |
| "Soul Searchin"                                   | Groove Century                                                       | 1999 | 12/1/2023                                    | Just Dance 3    |
| "Believer"                                        | Imagine Dragons                                                      | 2017 | 19/1/2023                                    | Just Dance 2022 |
| "Sweet Little Unforgettable Thing"                | Bea Miller                                                           | 2017 | 19/1/2023                                    | Just Dance 2019 |
| "Think About Things"                              | Daði Freyr                                                           | 2020 | 19/1/2023                                    | Just Dance 2022 |
| "This Is How We Do"                               | Katy Perry                                                           | 2014 | 19/1/2023                                    | Just Dance 2016 |
| "Born This Way"                                   | Lady Gaga                                                            | 2011 | 27/1/2023                                    | Just Dance 2016 |
| "Jambo Mambo"                                     | Ole Orquestra                                                        | 1997 | 27/1/2023                                    | Just Dance 2    |
| "Proud Mary"                                      | Ike và Tina Turner                                                   | 1970 | 27/1/2023                                    | Just Dance 2    |
| "Jungle Boogie"                                   | Kool & the Gang (cover bởi Studio Musicians)                         | 1973 | 3/22023                                      | Just Dance 2    |
| "These Boots Are Made for Walkin'"                | Nancy Sinatra (cover bởi The Girly Team)                             | 1965 | 3/22023                                      | Just Dance 2016 |
| "Till The World Ends"                             | Britney Spears (cover bởi The Girly Team)                            | 2011 | 3/22023                                      | Just Dance 2021 |
| "Twist and Shake It"                              | The Girly Team                                                       | 2009 | 3/22023                                      | Just Dance 3    |
| "Idealistic"                                      | Digitalism                                                           | 2007 | 10/2/2023                                    | Just Dance 2    |
| "Joone Khodet"                                    | Black Cats                                                           | 2006 | 10/2/2023                                    | Just Dance 2021 |
| "Katti Kalandal"                                  | Bollywood                                                            | 2004 | 10/2/2023                                    | Just Dance 2    |
| "Last Friday Night (T.G.I.F.)"                    | Katy Perry                                                           | 2011 | 10/2/2023                                    | Just Dance 2022 |
| "Mr. Blue Sky"                                    | Electric Light Orchestra (̈cover bởi The Sunlight Shakers)            | 1978 | 10/2/2023                                    | Just Dance 2022 |
| "A Little Party Never Killed Nobody (All We Got)" | Fergie, Q-Tip và GoonRock                                            | 2013 | 16/2/2023                                    | Just Dance 2019 |
| "Funkytown"                                       | Lipps Inc. (cover bởi Sweat Invaders)                                | 1980 | 16/2/2023                                    | Just Dance 2    |
| "Rock n Roll"                                     | Avril Lavigne                                                        | 2013 | 16/2/2023                                    | Just Dance 2014 |
| "You're the One That I Want"                      | Từ bộ phim Grease (sáng tác bởi John Travolta và Olivia Newton-John) | 1978 | 16/2/2023                                    | Just Dance 2016 |
| "Baby Girl"                                       | Reggaeton                                                            | 2009 | 23/2/2023                                    | Just Dance 2    |
| "Cercavo Amore"                                   | Emma Marrone                                                         | 2011 | 23/2/2023                                    | Just Dance 4    |
| "Error"                                           | Natalia Nykiel                                                       | 2016 | 23/2/2023                                    | Just Dance 2018 |
| "Karaoke Forever - Future Underworld Mix"         | Alan Tam                                                             | 1990 | 23/2/2023                                    | Just Dance 2017 |
| "Leg Song"                                        | Lulu                                                                 | 2016 | 23/2/2023                                    | Just Dance 2017 |
| "Call Me Maybe"                                   | Carly Rae Jepsen                                                     | 2011 | 27/2/2023                                    | Just Dance 4    |
| "So What"                                         | Pink                                                                 | 2008 | 9/3/2023                                     | Just Dance 4    |
| "Alright"                                         | Supergrass                                                           | 1995 | 30/3/2023                                    | Just Dance 2    |
| "Ain't No Mountain High Enough"                   | Marvin Gaye và Tammi Terrell                                         | 1967 | 6/4/2023                                     | Just Dance 2015 |
| "Livin' la Vida Loca"                             | Ricky Martin                                                         | 1999 | 13/4/2023                                    | Just Dance 4    |

#### Bài hát độc quyền
Những bài hát chỉ có thể chơi được khi đăng kí Just Dance+ bao gồmː
| Bài hát                            | Nghệ sĩ                         | Năm             | Ngày ra mắt     |
| World Tour 2023                    | World Tour 2023                 | World Tour 2023 | World Tour 2023 |
| ---------------------------------- | ------------------------------- | --------------- | --------------- |
| "farfalle"                         | Sangiovanni                     | 2022            | 6/1/2023        |
| "UbuLove"                          | Naniwa Danshi                   | 2021            | 6/1/2023        |
| "Vleugels"                         | K3                              | 2022            | 12/1/2023       |
| "Woman (VIP)"                      | Doja Cat                        | 2021            | 12/1/2023       |
| "STAY (VIP)"                       | The Kid Laroi & Justin Bieber   | 2021            | 19/1/2023       |
| Season 1: Lover Coaster            |                                 |                 |                 |
| "abc (nicer)"                      | GAYLE                           | 2021            | 27/2/2023       |
| "thank u, next"                    | Ariana Grande                   | 2018            | 9/3/2023        |
| "Wet Tennis"                       | Sofi Tukker                     | 2022            | 16/3/2023       |
| "Provenza"                         | Karol G                         | 2022            | 30/3/2023       |
| "About Damn Time"                  | Lizzo                           | 2022            | 6/4/2023        |
| Season 2: Showdown                 |                                 |                 |                 |
| "SloMo"                            | Chanel                          | 2021            | 9/5/2023        |
| "Give That Wolf A Banana"          | Subwoolfer                      | 2022            | 17/5/2023       |
| "Euphoria"                         | Loreen                          | 2012            | 25/5/2023       |
| "Trenulețul"                       | Zdob și Zdub & Advahov Brothers | 2021            | 22/6/2023       |
| Season 3: Beach, Summer & Vampires |                                 |                 |                 |
| "Sunproof"                         | Nicky Youre & Dazy              | 2021            | 20/7/2023       |
| "Bloody Mary"                      | Lady Gaga                       | 2011            | 27/7/2023       |
| "Sacrifice"                        | The Weeknd                      | 2022            | 17/8/2023       |
| "DJ Got Us Fallin' In Love"        | Usher                           | 2010            | 24/8/2024       |

## Đón nhận
Just Dance 2023 Edition đã nhận được "đánh giá chung là tích cực", dựa theo Metacritic.
Ngày 01/03/2023, Ubisoft chính thức thông báo rằng họ sẽ mang tựa game Just Dance vào làm bộ môn thi đấu tại Olympics Esports Series 2023 bằng việc tuyển chọn những thí sinh đã từng tham dự các cuộc thi Just Dance World Cup trước đó. Người được chọn sẽ có cơ hội thi đấu tại Singapore từ ngày 22 đến 25 tháng 6 năm 2023

## Tương lai
Trong một cuộc phỏng vấn với JB Hi-Fi vào tháng 11 năm 2022, giám đốc thương hiệu Just Dance Amelie Louvet đã xác nhận rằng 2023 Edition sẽ là phần cuối cùng hàng năm trong sê-ri chính, tất cả nội dung sau khi ra mắt, bao gồm các bài hát, chế độ trò chơi và tính năng mới, sẽ được được thêm vào trò chơi thông qua các bản cập nhật trực tuyến "trong suốt nhiều tháng và nhiều năm sau khi ra mắt".